# Kazak nyelv
A kazak (қазақша, қазақ тілі) vagy oroszosan kazah nyelv a török nyelvcsaládon belül a köztörök nyelvek kipcsak csoportjába tartozik.
Kazahsztán hivatalos nyelve és jelentős kisebbségi nyelv Kína Hszincsiang-Ujgur autonóm területének Ili Kazah nevű prefektúrájában és Mongólia legnyugatibb megyéjében (Bajan-Ölgij). Sokan beszélik még az egykori Szovjetunió utódállamaiban, Afganisztánban, Iránban, Törökországban, továbbá Németországban is.
Mint a többi török nyelv, a kazak is agglutináló nyelv, magánhangzó-harmóniával. Közeli rokona a kirgiz, a tatár, a baskír, valamint a kihalt besenyő és kun nyelv.

### Írásrendszer
Kazahsztánban a mai kazak nyelv cirill betűs írást használ. Afganisztánban, Iránban és a kínai Hszincsiang-Ujgur Autonóm Területen az arab írást is használják. A törökországi és európai diaszpórák a török ábécét használják. 
Kazahsztánban Nurszultan Abisuli Nazarbajev elnök 2017-ben elrendelte, hogy az országukban 2025-ig a latin ábécével váltsák fel a cirill írást.

## Fordítás
- Ez a szócikk részben vagy egészben  a   Kazakh language című angol Wikipédia-szócikk ezen változatának fordításán alapul.  Az eredeti cikk szerkesztőit annak laptörténete sorolja fel. Ez a jelzés csupán a megfogalmazás eredetét és a szerzői jogokat jelzi, nem szolgál a cikkben szereplő információk forrásmegjelöléseként.